# Tiquilia elongata
Tiquilia elongata là loài thực vật có hoa trong họ Mồ hôi. Loài này được (Rusby) A.T. Richardson miêu tả khoa học đầu tiên năm 1976.